# تومي روبرتسون
تومي روبرتسون (بالإنجليزية: Tom Robertson)‏ (1 يناير 1873 في المملكة المتحدة - 1 يناير 1939) هو لاعب كرة قدم بريطاني (وحمل سابقاً جنسية المملكة المتحدة لبريطانيا العظمى وأيرلندا) في مركز جناح ‏. شارك مع منتخب اسكتلندا لكرة القدم. أما مع النوادي، فقد لعب مع مانشستر يونايتد ونادي دندي ونادي ليفربول وهارت أوف ميدلوثيان وBathgate F.C. ‏.